# 슬리핑 뷰티 (2008년 영화)
"슬리핑 뷰티"는 2008년에 개봉한 대한민국의 영화이다.

## 캐스팅
나의 사촌
- 임아영 : 도연 역
- 김연빈 : 상준 역
- 한경희 : 상빈 역
- 송인갑 : 큰외삼촌 역
- 이시경 : 재진 역
- 홍성화 : 남자사촌 역
- 이찬수 : 작은외삼촌 역
- 감활란 : 작은외숙모 역
- 양병숙 : 외할머니 역
- 유현주 : 젊은 임산부 역
- 양명수 : 손잡은 노인 역
- 김영재 : 장의사 역
- 하경용 : 조문객 1 역
- 임대희 : 조문객 2 역
- 최미경 : 조문객 3 역
- 이진서 : 조문객 4 / 상여꾼 역
- 이문식 : 조문객 5 역
- 최종형 : 조문객 6 역
- 김진환 : 상여꾼 역
- 황정욱 : 상여꾼 역
- 이진서 : 상여꾼 역
- 김도영 : 상여꾼 역
- 백세웅 : 상여꾼 역

겨울잠
- 김자영 : 이례 역
- 유순철 : 아버지 역
- 구정면 : 남편 역
- 정선혜 : 미스박 역
- 김수린 : 미스박 아이 역
- 이진근 : 도청직원 역
- 서강호 : 보건소 직원 역
- 서동필 : 군인 1 역
- 김한성 : 군인 2 역

잠자는 숲속의 공주
- 이나리 : 수진 역
- 권태원 : 김씨 역
- 지창욱 : 진서 역
- 윤혜영 : 수진엄마 역
- 김계옥 : 김씨노모 역
- 강병훈 : 황씨 역
- 도균 : 상담원 역
- 최공선 : 상담소 소장 역
- 김한성 : 군인 역
- 김명은 : 게임장손님 역
- 이재호 : 게임장 손님 역
- 이효재 : 건달 역
- 노남석 : 건달 역
- 이성규 : 건달 역